# Moniteurs
Moniteurs ist ein 1994 gegründetes Designbüro für Leit- und Orientierungssysteme in Berlin.

## Geschichte
Das Büro Moniteurs Kommunikationsdesign wurde 1994 von Heike Nehl, Sibylle Schlaich und Heidi Specker gegründet. Nehl und Schlaich hatten vorher bei MetaDesign in Berlin unter anderem am Leitsystem für die Berliner Verkehrsbetriebe gearbeitet. Heidi Specker schied 2000 aus, von 2001 bis 2019 war Isolde Frey Geschäftsführerin.
In den 1990er Jahren gestalteten Moniteurs zahlreiche Produkte für die Berliner Technokultur, PlanetCom, E-Werk, Chromapark oder den Bunker. Bereits 1994 entwickelten sie ihre erste Website, sie wurde auf Grundlage von ASCII-Zeichen programmiert. Die 1996 gestaltete Schrift mmm-teurs wurde in das experimentelle Typografie-Magazin Fuse von Neville Brody aufgenommen, ihre Arbeiten präsentierten sie unter anderem auf der Konferenz TYPO Berlin.

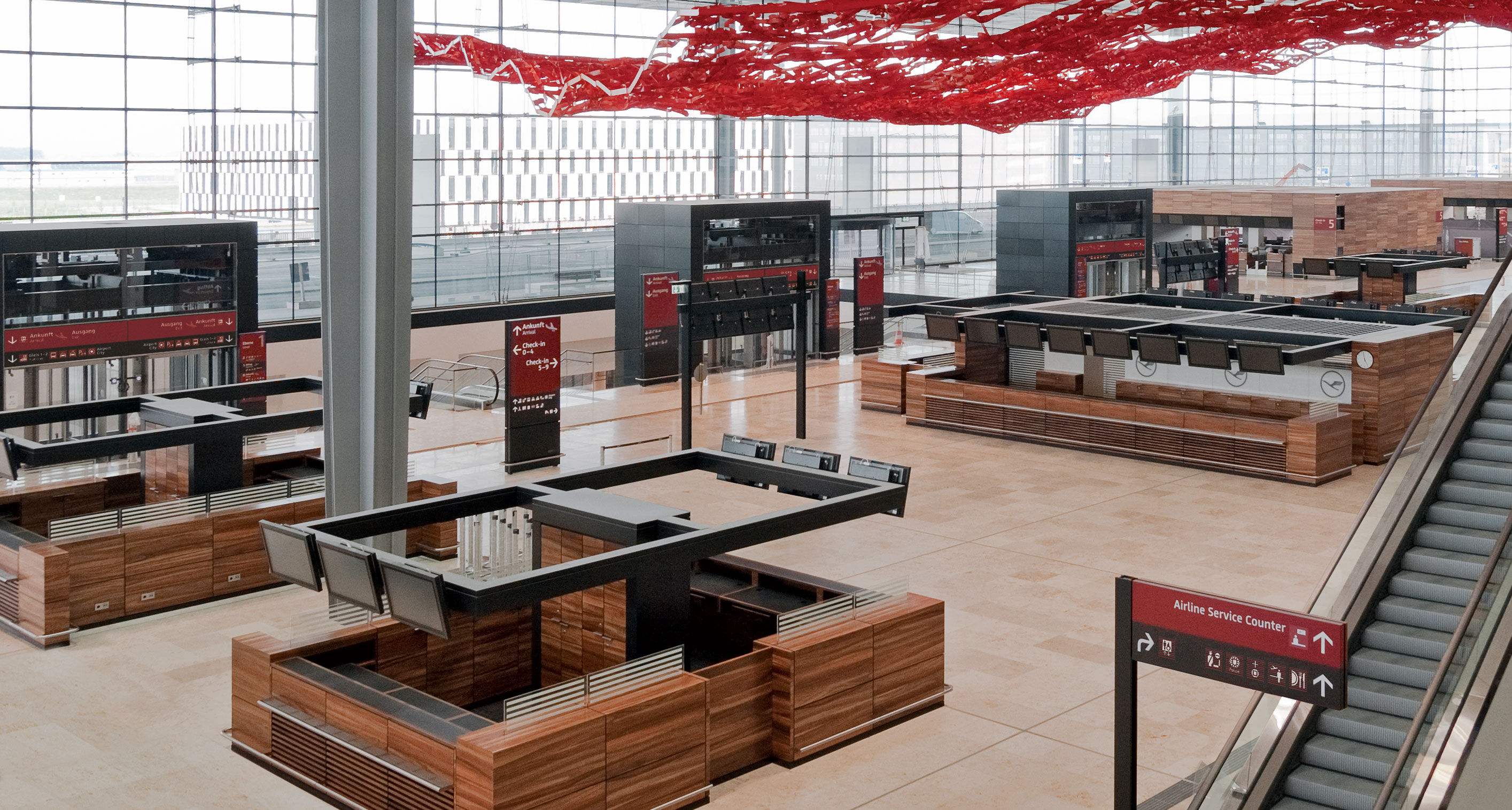
Flughafen Berlin Brandenburg Fluggastleitsystem Abflughalle Terminal 1

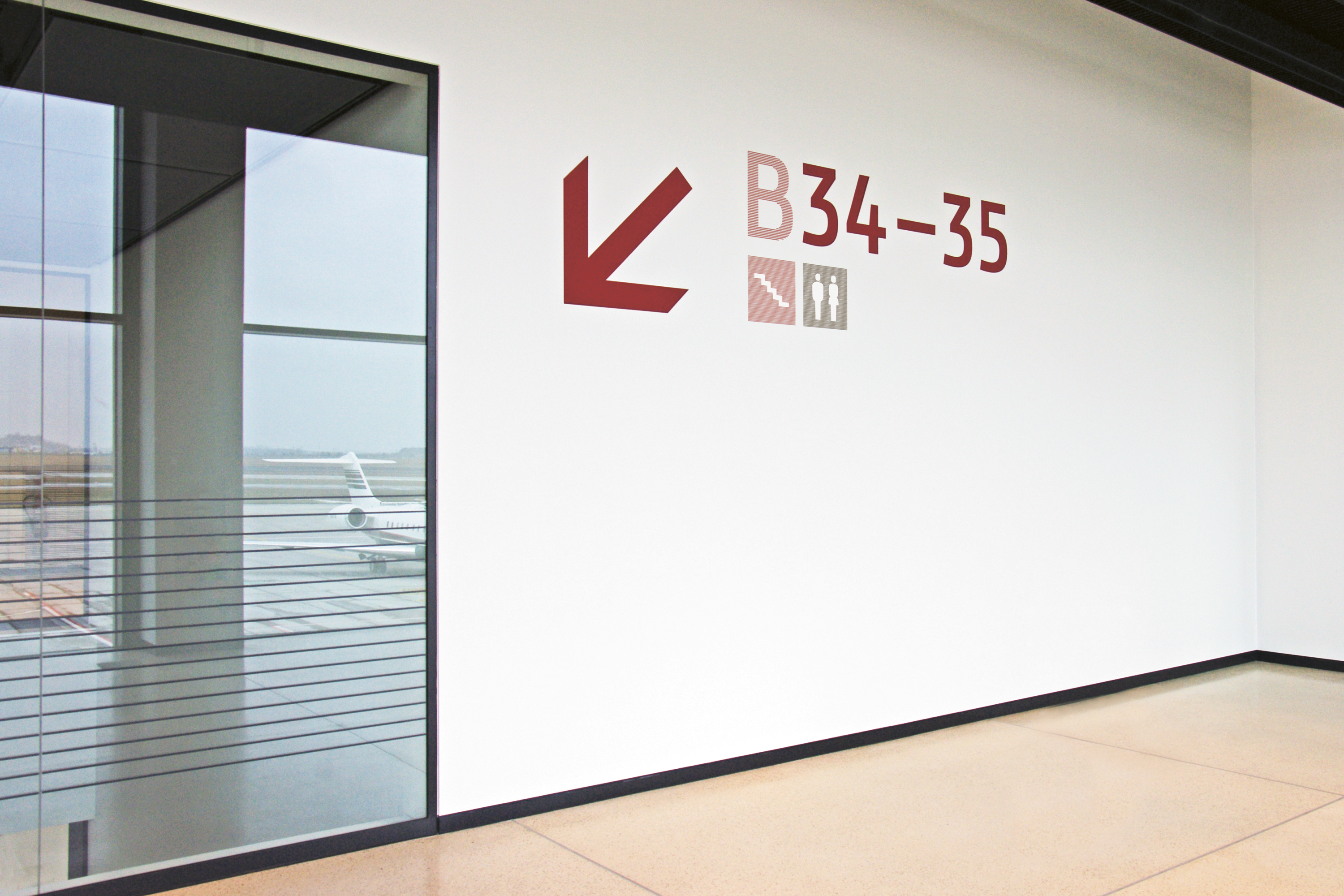
Flughafen Berlin Brandenburg Fluggastleitsystem Pier Nord

Das Büro war verantwortlich für die Konzeption des Passagierleitsystems für den Flughafen Berlin Brandenburg und weitere Projekte für den Flughafen Hannover, den Flughafen München, Zürich, Stuttgart, Frankfurt und den Chicago O’Hare International Airport ist Moniteurs im Bereich Flughafenleitsysteme international tätig.
Für Kliniken wie das Städtische Klinikum Braunschweig, die Charité Berlin und Museen wie das Deutsche Museum in München, die Kunsthalle Mannheim, Kunsthalle Praha in Prag entwickelte Moniteurs komplexe Leitsysteme.
Moniteurs engagierte sich an Designinitiativen wie dem Schriftenlabel Face2Face, 11 Designer für Deutschland dem Hybrid WorkSpace auf der Dokumenta 97 und dem Designmai Berlin.
Sibylle Schlaich und Heike Nehl lehrten an verschiedenen Universitäten, darunter der Bauhaus-Universität Weimar. Beide waren Gastprofessorinnen an der Chinesischen Hochschule der Künste in Hangzhou, China.

## Auszeichnungen
Im Laufe des Bestehens hat Moniteurs zahlreiche Auszeichnungen erhalten, unter anderem bei den SEGD Global Design Awards, European Design Awards, Iconic Awards vom Rat für Formgebung Joseph Binder Award, IIIDAward oder den Red Dot Design Award.

## Publikationen
- Heike Nehl, Sibylle Schlaich: Airport Wayfinding. Verlag Niggli, Salenstein, 2021, ISBN 978-3-7212-1014-9
- Moniteurs: 1:1 Leitsystem, Orientierung, Identität. Verlag Niggli, Salenstein, 2008, ISBN 978-3-7212-0889-4
- Heike Nehl, Sibylle Schlaich: Look Book – Informationsdesign. Bauhaus-Universität Weimar 1999, ISBN 978-3-86068-346-0
- Alexander Branczyk, Jutta Nachtwey, Heike Nehl, Sibylle Schlaich, Jürgen Siebert: emotional_digital – Kompendium über internationale Schriftdesigner*innen. Verlag Hermann Schmidt, Mainz, 1999, ISBN 3-87439-439-5